# Justin Pogge
Justin Pogge (* 22. April 1986 in Fort McMurray, Alberta) ist ein ehemaliger kanadischer Eishockeytorwart, der im Verlauf seiner aktiven Karriere zwischen 2003 und 2023 unter anderem über 250 Partien in der American Hockey League (AHL) sowie fast 200 weitere in den beiden höchsten schwedischen Spielklassen bestritten hat. Darüber hinaus war Pogge zum Ende seiner Laufbahn für die Eisbären Berlin, Kölner Haie und Grizzlys Wolfsburg in der Deutschen Eishockey Liga (DEL) aktiv. Ebenso stand der U20-Junioren-Weltmeister von 2006 in sieben Spielen im Tor der Toronto Maple Leafs aus der National Hockey League (NHL).

## Karriere

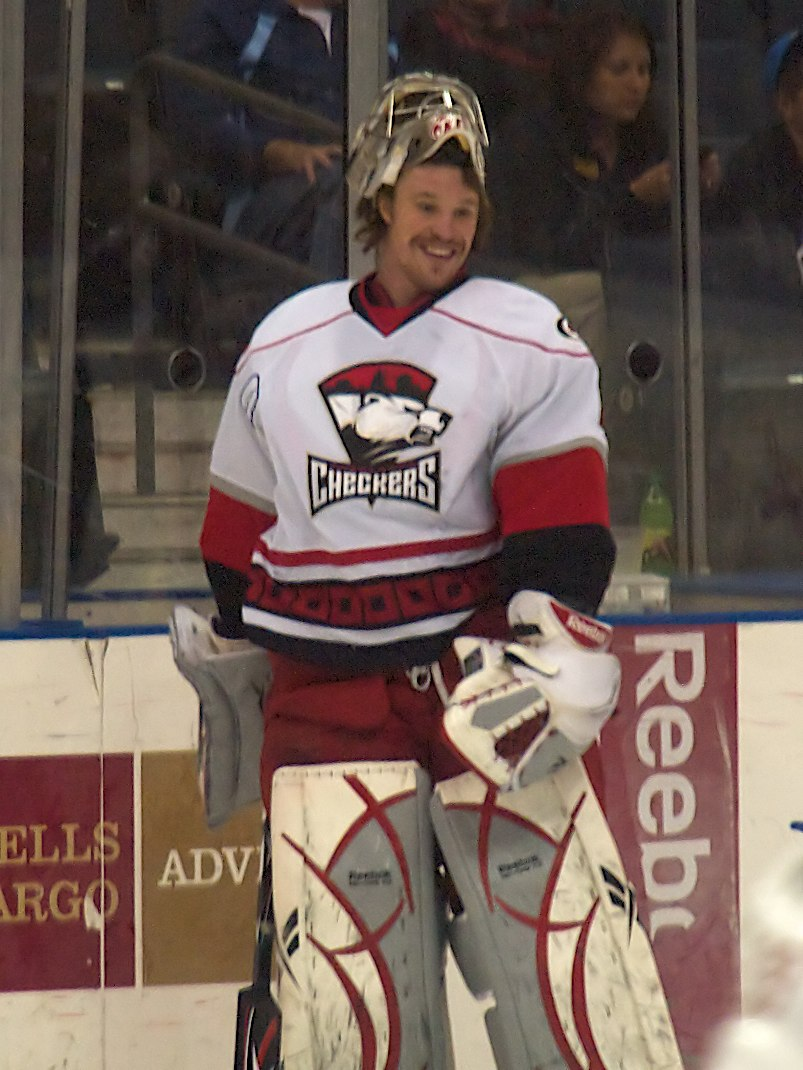
Pogge im Trikot der Charlotte Checkers (2011)

Pogge begann seine Karriere als Eishockeyspieler bei den Prince George Cougars in der Western Hockey League (WHL), für die er von 2003 bis 2005 spielte zwei Jahre lang aktiv war. In dieser Zeit wurde er im NHL Entry Draft 2004 in der dritten Runde als insgesamt 90. Spieler von den Toronto Maple Leafs aus der National Hockey League (NHL) ausgewählt. Zunächst stand er ab Mitte der Saison 2004/05 jedoch für den Ligarivalen der Cougars, die Calgary Hitmen, auf dem Eis. In der Spielzeit 2005/06 überzeugte Pogge mit herausragenden Leistungen bei den Calgary Hitmen, als er in 54 Spielen der regulären Saison einen Gegentorschnitt von 1,72 und elf Shutouts erreichte. In den Playoffs kam er mit der Mannschaft jedoch nicht über die zweite Runde hinaus. Nach Abschluss dieser Saison wurde der Torwart mit zahlreichen individuellen Auszeichnungen geehrt; unter wurde er anderem als CHL Goaltender of the Year ausgezeichnet und gewann die Del Wilson Trophy als bester Torwart des Jahres der WHL sowie die Four Broncos Memorial Trophy als wertvollster Spieler des Jahres.
Vor der Saison 2006/07 erhielt Pogge den Vorzug vor Tuukka Rask, den die Leafs an die Boston Bruins abgaben, und wurde in den Kader der Toronto Marlies aus der American Hockey League (AHL), des Farmteam der Maple Leafs, aufgenommen. In der Saison 2008/09 gab der Goalie sein Debüt in der NHL, als er sieben Spiele für die Toronto Maple Leafs bestritt. Gegen starke Konkurrenz bestehend aus dem Trio Vesa Toskala, Curtis Joseph und Martin Gerber konnte er sich jedoch nie durchsetzen und verbrachte die meiste Zeit im Farmteam bei den Toronto Marlies, bei denen Pogge als Stammtorhüter fungierte. Im August 2009 wurde der Kanadier an die Anaheim Ducks abgegeben, die ihn in ihren Farmteams bei den Bakersfield Condorsin der ECHL und San Antonio Rampage in der AHL einsetzten. Im März 2010 gaben ihn die Kalifornier an die Carolina Hurricanes ab, um Verteidiger Aaron Ward zu verpflichten. Die Saison 2010/11 verbrachte der Torwart beim AHL.Kooperationspartner der Hurricanes, den Charlotte Checkers. Am 27. Juli 2011 erhielt Pogge einen Zwei-Wege-Vertrag für ein Jahr bei den Phoenix Coyotes.
Es folgte bereits nach einem Jahr im Sommer 2012 der Sprung nach Europa, wo er einen Vertrag bei Ritten Sport aus der italienischen Serie A1 erhielt. Anschließend spielte er für den BIK Karlskoga in der zweitklassigen, schwedischen Allsvenskan, ehe er im Sommer 2014 zum schwedischen Erstligisten Färjestad BK wechselte. Nach zwei Jahren verließ er Färjestad nach dem Ende der Saison 2015/16 und unterzeichnete im Mai 2016 einen Vertrag beim slowakischen Hauptstadtklub HC Slovan Bratislava, der am Spielbetrieb der Kontinentalen Hockey-Liga (KHL) teilnahm. Es folgte die Rückkehr nach Schweden. Zunächst stand er zwei Jahre beim Rögle BK in der Svenska Hockeyligan (SHL) unter Vertrag, ehe er im Sommer 2019 zum Zweitligisten Södertälje SK weiterzog.
Im Dezember desselben Jahres wurde er von dort durch die Eisbären Berlin aus der Deutschen Eishockey Liga (DEL) verpflichtet. Dort bildete er den Rest der Spielzeit 2019/20 ein Torhüterduo mit dem Dänen Sebastian Dahm. Pogge kam zu 17 Einsätzen für den Hauptstadtklub mit einer Fangquote von mehr als 91 Prozent und einem Shutout. Für das folgende Spieljahr 2020/21 wechselte er zum DEL-Ligakonkurrenten Kölner Haie. Zur Saison 2022/23 unterzeichnete er nach zwei Jahren bei den Rheinländern einen Einjahresvertrag bei den Grizzlys Wolfsburg. Im Anschluss an die Saison 2022/23 gab der 37-Jährige im Mai 2023 seinen Rückzug aus dem aktiven Profisport bekannt.

### International
Justin Pogge gewann mit der kanadischen U20-Nationalmannschaft die Goldmedaille bei der U20-Junioren-Weltmeisterschaft 2006 und wurde sowohl als bester Torhüter als auch als wertvollster Spieler des Turniers ausgezeichnet. Im selben Jahr erreichte der Schlussmann mit der kanadischen Auswahl den zweiten Platz beim Spengler Cup in Davos.
Sein Debüt in der kanadischen A-Nationalmannschaft feierte der Torwart in der Saison 2021/22 im Rahmen der Teilnahme an der Euro Hockey Tour.

## Erfolge und Auszeichnungen
| - 2006 WHL East First All-Star Team - 2006 CHL First All-Star Team - 2006 CHL Goaltender of the Year | - 2006 Del Wilson Trophy - 2006 Four Broncos Memorial Trophy |

### International
- 2006 Goldmedaille bei der U20-Junioren-Weltmeisterschaft
- 2006 Wertvollster Spieler der U20-Junioren-Weltmeisterschaft
- 2006 Bester Torhüter bei der U20-Junioren-Weltmeisterschaft
- 2006 All-Star-Team der U20-Junioren-Weltmeisterschaft

## Karrierestatistik

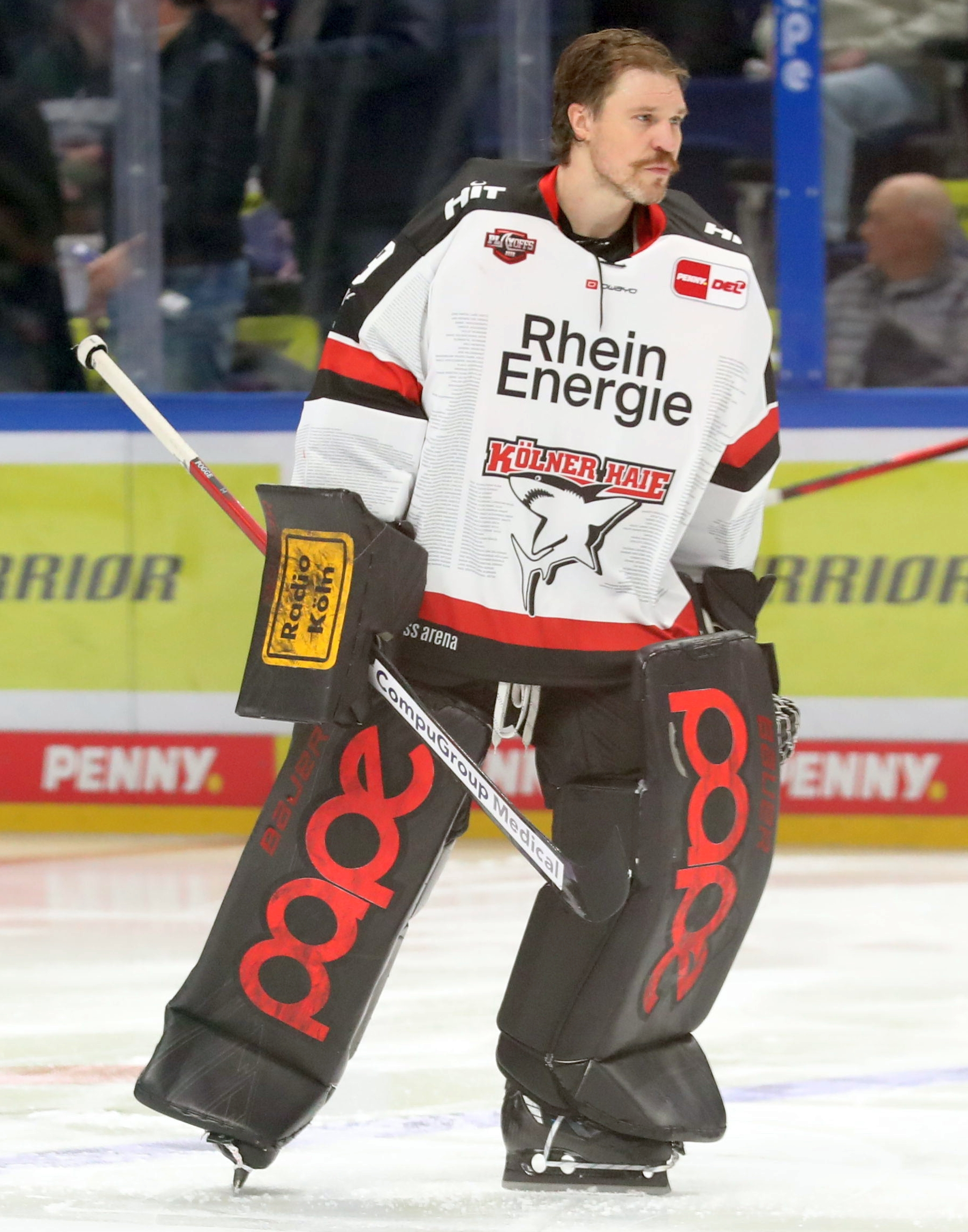
Pogge als Spieler der Kölner Haie (2022)

### International
Vertrat Kanada bei:

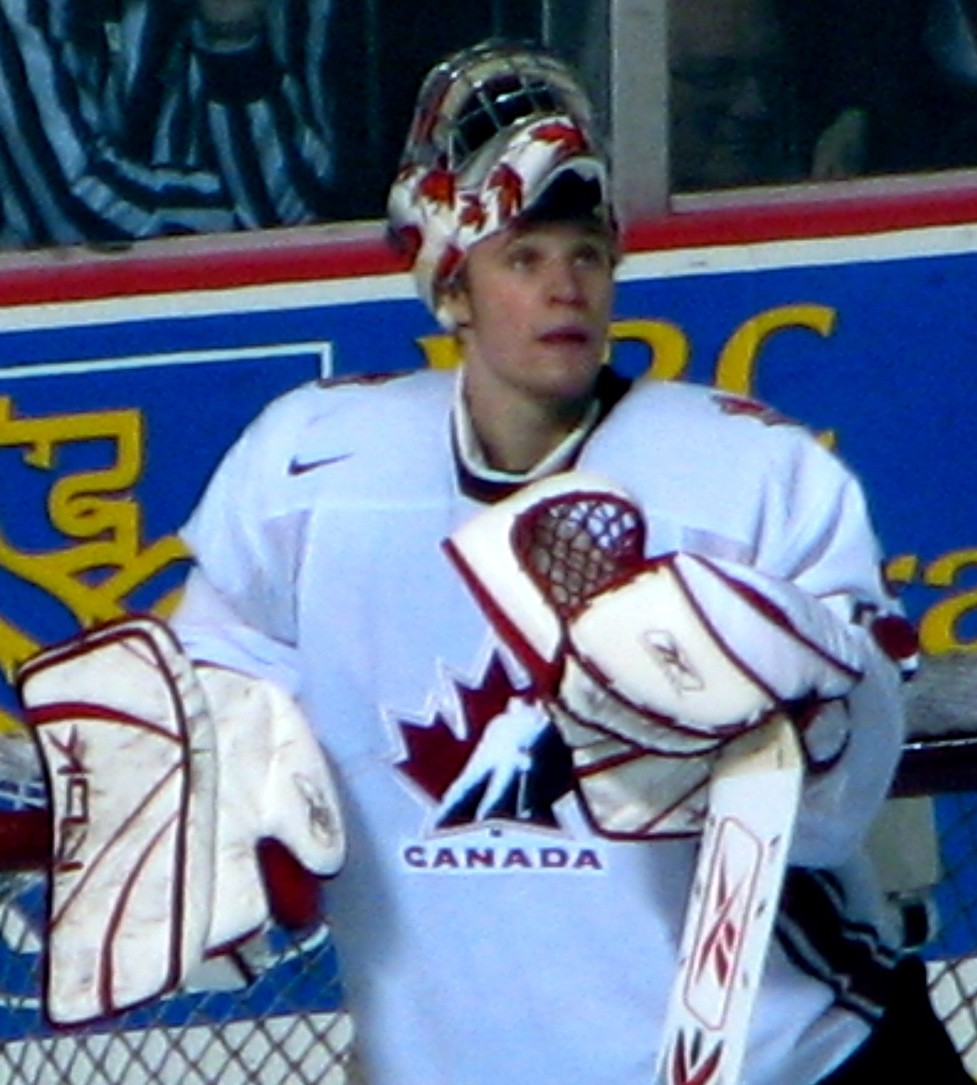
Pogge im kanadischen Nationaltrikot bei der U20-Junioren-Weltmeisterschaft 2006

- U18-Junioren-Weltmeisterschaft 2004
- U20-Junioren-Weltmeisterschaft 2006

(Legende zur Torhüterstatistik: GP oder Sp = Spiele insgesamt; W oder S = Siege; L oder N = Niederlagen; T oder U oder OT = Unentschieden oder Overtime- bzw. Shootout-Niederlage; Min. = Minuten; SOG oder SaT = Schüsse aufs Tor; GA oder GT = Gegentore; SO = Shutouts; GAA oder GTS = Gegentorschnitt; Sv% oder SVS% = Fangquote; EN = Empty Net Goal; 1 Play-downs/Relegation; Kursiv: Statistik nicht vollständig)